# Limestone County (Texas)
Limestone County je okres ve státě Texas v USA. K roku 2010 zde žilo 23 384 obyvatel. Správním městem okresu je Groesbeck. Celková rozloha okresu činí 2 416 km².